# Saison 1909-1910 des Canadiens de Montréal
Autres saisons
Saison suivante
La saison 1909-1910 est la première saison de hockey sur glace jouée par les Canadiens de Montréal. L'équipe joue alors dans l'Association nationale de hockey sous le nom du « Club de hockey Le Canadien » mais est également appelée Les Canadiens.

## Contexte

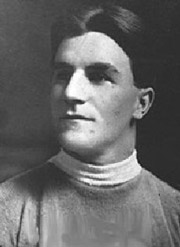
Jean-Baptiste « Jack » Laviolette est chargé de former la première équipe du Canadien en 1909.

Le 13 novembre 1909, à la suite d’un différend qui oppose les propriétaires des clubs membres de l’Eastern Canada Amateur Hockey Association et le nouveau propriétaire des Wanderers de Montréal, James Strachan, il est décidé de former une nouvelle ligue : la Canadian Hockey Association. Cette association fusionne en 1910 avec la National Hockey Association of Canada, connue en français sous le nom d'Association nationale de hockey.
Dans la foulée de cette fondation et sur un conseil de Strachan, Jimmy Gardner, un directeur des Wanderers, et John Ambrose O’Brien ont l’idée d’exploiter commercialement la rivalité entre les anglophones et les francophones de Montréal et d’établir un club de hockey majoritairement composé de joueurs d’expression française. Pour ce faire, ils chargent Jean-Baptiste Laviolette de recruter des francophones afin de former un nouveau club de hockey pouvant rivaliser avec les Wanderers du quartier McGill College. Le « Club Athlétique Canadien » est créé le 4 décembre 1909. Laviolette peut alors compter sur l’aide financière d’O’Brien afin de bâtir sa nouvelle équipe et il a alors les moyens de disputer à son ancienne équipe, Le National de Montréal, les meilleurs joueurs francophones du Québec.
Laviolette ne dispose que d’un mois pour recruter sa nouvelle équipe. Il fait, entre autres, signer un contrat à Didier Pitre, ancien du National, pour 1 700 $ et également à Édouard Lalonde, ce qui crée des frictions avec les équipes du National. L’équipe joue le premier match de son histoire dans l'Association nationale de hockey le 5 janvier 1910 contre les Silver Kings de Cobalt dans la salle de Montréal de l’Aréna Jubilée. L’équipe est composée du gardien Joseph Cattarinich, des défenseurs Laviolette et Pitre, Lalonde au poste de rover, Ed Décarie au centre et Arthur Bernier et George Poulin aux postes d’ailiers. Bernier et Lalonde inscrivent chacun deux buts et les joueurs locaux l’emportent 7-6 grâce à un but de Poulin en prolongation,. Le résultat n’est pas pris en compte puisque quelque temps plus tard, la Canadian Hockey Association fusionne avec l’ANH et les compteurs sont remis à zéro,.

## Déroulement de la saison
Le premier match de la saison est finalement joué le 19 janvier 1910 sur la patinoire des Creamery Kings de Renfrew. Au bout de 5 minutes de jeu, Lalonde ouvre le score pour les Canadiens mais Renfrew revient au score grâce à un but de Lester Patrick. Avant la fin de la mi-temps, les Canadiens inscrivent deux nouveaux buts, par Pitre puis Lalonde, mais à chaque fois les joueurs locaux reviennent au score. La deuxième mi-temps tourne à l'avantage des Creamery Kings qui inscrivent 6 buts consécutifs. Lalonde inscrit en fin de match un dernier but, pour le premier tour du chapeau de l'histoire du club, mais les Canadiens s'inclinent sur le score de 9-4,.
Trois jours plus tard, les Canadiens sont opposés aux joueurs du Club de hockey d'Ottawa, champions en titre de la Coupe Stanley. Le match ne débute pas bien pour les joueurs de Montréal qui accordent 3 buts en 15 minutes avant de réussir à réduire l'écart par deux réalisations de Bernier et de l'inévitable Lalonde. Ce dernier manque tout de même 15 minutes de jeu sur pénalités au cours de la première mi-temps et les champions en titre en profite pour inscrire deux buts de plus avant la pause. Lalonde inscrit un deuxième but pour son équipe en deuxième mi-temps puis Bernier fait de même mais les joueurs d'Ottawa inscrivent un dernier but en fin de match pour l'emporter 6-4. Le match est assez compliqué à jouer pour les deux équipes en raison d'une glace assez molle et de nombreuses pénalités sont distribuées de chaque côté avec 41 minutes contre les Canadiens et 15 contre Ottawa. Le 29 janvier, l'équipe signe un contrat avec le gardien du National, Joseph Groulx afin de remplacer Cattarinich.
Les joueurs n'étant pas payé pour le match du 5 mars, ils se mettent en grève et refusent dans un premier temps de jouer le match du 9 contre les Wanderers. Laviolette parvient finalement à convaincre ses joueurs de participer au match, une nouvelle défaite sur le score de 11-6.

## Statistiques

### Classement de la saison régulière
| Clt   | Équipe                       | PJ | V  | D  | N | BP | BC  | Pts |
| ----- | ---------------------------- | -- | -- | -- | - | -- | --- | --- |
| +001, | Wanderers de Montréal        | 12 | 11 | 1  | 0 | 91 | 41  | 22  |
| +002, | Club de hockey d'Ottawa      | 12 | 9  | 3  | 0 | 89 | 66  | 18  |
| +003, | Creamery Kings de Renfrew    | 12 | 8  | 3  | 1 | 96 | 54  | 17  |
| +004, | Silver Kings de Cobalt       | 12 | 4  | 8  | 0 | 79 | 104 | 8   |
| +005, | Club de hockey de Haileybury | 12 | 4  | 8  | 0 | 77 | 83  | 8   |
| +006, | Shamrocks de Montréal        | 12 | 3  | 8  | 1 | 52 | 95  | 7   |
| +007, | Les Canadiens                | 12 | 2  | 10 | 0 | 59 | 100 | 4   |

- Champion de la saison régulière

### Liste des joueurs de l'équipe
| Joueur                   | Poste         | PJ | B  | Pun |
| ------------------------ | ------------- | -- | -- | --- |
| Arthur Bernier           | Ailier droit  | 12 | 12 | 25  |
| Didier Pitre             | Cover-point   | 12 | 11 | 5   |
| Ed Décarie (en)          | Centre        | 12 | 5  | 43  |
| George Poulin            | Ailier gauche | 12 | 8  | 53  |
| Jean-Baptiste Laviolette | Point         | 11 | 3  | 26  |
| Édouard Lalonde          | Rover         | 6  | 16 | 40  |
| Edgar Leduc              | Ailier droit  | 3  | 3  | 0   |
| Edgard Chapleau (en)     | Attaquant     | 2  | 0  | 3   |
| Patrick Séguin (en)      | Centre        | 2  | 1  | 12  |
| Joseph Bougie            | Centre        | 1  | 0  | 0   |
| Ed Millaire (en)         | Rover         | 1  | 0  | 3   |

| Gardien                  | PJ | V | D | Min | BC | Bl | Moy  |
| ------------------------ | -- | - | - | --- | -- | -- | ---- |
| Joseph Groulx            | 7  | 1 | 6 | 420 | 62 | 0  | 8,86 |
| Joseph Cattarinich       | 4  | 0 | 4 | 240 | 34 | 0  | 8,50 |
| Jean-Baptiste Laviolette | 1  | 1 | 0 | 5   | 0  | 0  | 0,00 |
| Pat Larochelle           | 1  | 0 | 0 | 67  | 4  | 0  | 3,58 |

## Match après match
| 19 janvier 1910 | Renfrew | 9-4 (3-3, 6-1) | Les Canadiens | Renfrew Hockey Arena 1 400 spectateurs |

| Feuille de match | Feuille de match | Feuille de match                                    | Feuille de match                                                       | Feuille de match                        |
| ---------------- | --- | --------------------------------------------------- | ---------------------------------------------------------------------- | --------------------------------------- |
|                  | - L. Patrick — 11 min - Jordan — 23 min - Fraser — 28 min L. Patrick — 35 min Rowe — 41 min Rowe — 45 min Rowe — 47 min Jordan — 50 min Jordan — 52 min - | 0-1 1-1 1-2 2-2 2-3 3-3 4-3 5-3 6-3 7-3 8-3 9-3 9-4 | Lalonde — 5 min - Pitre — 21 min - Lalonde — 27 min - Lalonde — 58 min | Arbitrage : Bouse Hutton Eddie Philipps |
| Lindsay          | Gardiens | Cattarinich                                         |                                                                        | Arbitrage : Bouse Hutton Eddie Philipps |
| 17 min           | Pénalités | 10 min                                              |                                                                        | Arbitrage : Bouse Hutton Eddie Philipps |
|                  | |                                                     |                                                                        | Arbitrage : Bouse Hutton Eddie Philipps |

| 22 janvier 1910 | Ottawa | 6-4 (5-2, 1-2) | Les Canadiens | Dey's Arena |

| Feuille de match | Feuille de match | Feuille de match                        | Feuille de match                                                                    | Feuille de match                     |
| ---------------- | --- | --------------------------------------- | ----------------------------------------------------------------------------------- | ------------------------------------ |
|                  | Stuart — 7 min 30 s Ridpath — 10 min 30 s Ridpath — 14 min - Mallen — 28 min 30 s Roberts — 29 min 30 s - Mallen — 59 min 30 s | 1-0 2-0 3-0 3-1 3-2 4-2 5-2 5-3 5-4 6-4 | - Bernier — 26 min Lalonde — 27 min 30 s - Lalonde — 40 min Bernier — 45 min 30 s - | Arbitrage : Dosse Brown Tom Melville |
| LeSueur          | Gardiens | Cattarinich                             |                                                                                     | Arbitrage : Dosse Brown Tom Melville |
| 15 min           | Pénalités | 41 min                                  |                                                                                     | Arbitrage : Dosse Brown Tom Melville |
|                  | |                                         |                                                                                     | Arbitrage : Dosse Brown Tom Melville |

| 26 janvier 1910 | Les Canadiens | 4-8 (3-5, 1-3) | Ottawa | Aréna Jubilée |

| Feuille de match | Feuille de match                                                                    | Feuille de match                                | Feuille de match | Feuille de match                         |
| ---------------- | ----------------------------------------------------------------------------------- | ----------------------------------------------- | --- | ---------------------------------------- |
|                  | - Lalonde — 15 min 15 s Décarie — 18 min 25 s Bernier — 19 min - Lalonde — 48 min - | 0-1 0-2 1-2 2-2 3-2 3-3 3-4 3-5 3-6 3-7 4-7 4-8 | Lake — 10 min 19 s Walsh — 14 min - Lake — 22 min 45 s Stuart — 23 min 55 s Roberts — 28 min 25 s Stuart — 38 min Roberts — 39 min 30 s - Roberts — 49 min | Arbitrage : Barney Holden Walter Bellamy |
| Cattarinich      | Gardiens                                                                            | LeSueur                                         | | Arbitrage : Barney Holden Walter Bellamy |
| 13 min           | Pénalités                                                                           | 5 min                                           | | Arbitrage : Barney Holden Walter Bellamy |
|                  |                                                                                     |                                                 | | Arbitrage : Barney Holden Walter Bellamy |

| 2 février 1910 | Shamrocks | 8-3 (3-0, 5-3) | Les Canadiens |  |

| Feuille de match | Feuille de match | Feuille de match                            | Feuille de match                                                   | Feuille de match                 |
| ---------------- | --- | ------------------------------------------- | ------------------------------------------------------------------ | -------------------------------- |
|                  | Boulton — 8 min 45 s Smith — 17 min 45 s Dunderdale — 23 min 30 s Hall — 28 min Smith — 30 min - Dunderdale — 37 min 30 s - Holden — 47 min 50 s Hall — 49 min 50 s | 1-0 2-0 3-0 4-0 5-0 5-1 5-2 6-2 6-3 7-3 8-3 | - Bernier — 35 min 40 s Poulin — 36 min 30 s - Pitre — 42 min 10 s | Arbitrage : R. Bowie T. Melville |
| Winchester       | Gardiens | Groulx                                      |                                                                    | Arbitrage : R. Bowie T. Melville |
| 31 min           | Pénalités | 22 min                                      |                                                                    | Arbitrage : R. Bowie T. Melville |
|                  | |                                             |                                                                    | Arbitrage : R. Bowie T. Melville |

| 7 février 1910 | Les Canadiens | 9-5 (4-3, 5-2) | Haileybury | Aréna Jubilée 3 000 spectateurs |

| Feuille de match, | Feuille de match, | Feuille de match,                                       | Feuille de match,                                                                                 | Feuille de match,                   |
| ----------------- | --- | ------------------------------------------------------- | ------------------------------------------------------------------------------------------------- | ----------------------------------- |
|                   | - Pitre — 1 min 10 s - Bernier — 13 min 25 s - Décarie — 25 min 40 s Lalonde — 28 min 55 s - Lalonde — 37 min 5 s Pitre — 40 min 30 s Bernier — 50 min 55 s Bernier — 51 min 25 s - Poulin — 57 min 40 s | 0-1 1-1 1-2 2-2 2-3 3-3 4-3 4-4 5-4 6-4 7-4 8-4 8-5 9-5 | Dey — 55 s - Dey — 12 min 15 s - Throop — 20 min 25 s - Currie — 30 min 55 s - Povey — 56 min 5 s | Arbitrage : R. Meldrum M. Chipchase |
| Groulx            | Gardiens | Moran                                                   |                                                                                                   | Arbitrage : R. Meldrum M. Chipchase |
| 30 min            | Pénalités | 30 min                                                  |                                                                                                   | Arbitrage : R. Meldrum M. Chipchase |
|                   | |                                                         |                                                                                                   | Arbitrage : R. Meldrum M. Chipchase |

| 12 février 1910 | Les Canadiens | 4-9 (3-6, 1-3) | Wanderers | Aréna Jubilée |

| Feuille de match | Feuille de match                                                                            | Feuille de match                                    | Feuille de match | Feuille de match                   |
| ---------------- | ------------------------------------------------------------------------------------------- | --------------------------------------------------- | --- | ---------------------------------- |
|                  | Lalonde — 1 min 50 s Lalonde — 3 min 50 s - Poulin — 15 min 5 s - Lalonde — 31 min 30 s - - | 1-0 2-0 2-1 2-2 3-2 3-3 3-4 3-5 3-6 4-6 4-7 4-8 4-9 | - Russell — 9 min 10 s Blachford — 12 min 20 s - Glass — 15 min 55 s Blachford — 23 min 20 s Glass — 24 min 15 s Russel — 25 min 15 s - Blachford — 33 min 10 s Gardner — 43 min 25 s Russell — 45 min | Arbitrage : Reg Percival C. Horner |
| Groulx           | Gardiens                                                                                    | Hern                                                | | Arbitrage : Reg Percival C. Horner |
| 15 min           | Pénalités                                                                                   | 21 min                                              | | Arbitrage : Reg Percival C. Horner |
|                  |                                                                                             |                                                     | | Arbitrage : Reg Percival C. Horner |

| 15 février 1910 | Les Canadiens | 6-8 (4-3, 2-5) | Renfrew | Aréna Jubilée |

| Feuille de match | Feuille de match | Feuille de match                                        | Feuille de match | Feuille de match                |
| ---------------- | --- | ------------------------------------------------------- | --- | ------------------------------- |
|                  | Lalonde — 2 min 30 s - Lalonde — 12 min 30 s Lalonde — 18 min Lalonde — 25 min - Laviolette — 37 min - Poulin — 52 min | 1-0 1-1 2-1 3-1 4-1 4-2 4-3 4-4 4-5 5-5 5-6 5-7 5-8 6-8 | - Jordan — 5 min - Jordan — 28 min 30 s F. Patrick — 31 min 30 s Taylor — 34 min 30 s Jordan — 35 min - Jordan — 44 min Rowe — 47 min Millar — 48 min | Arbitrage : Desse Brown Cameron |
| Groulx           | Gardiens | Lindsay                                                 | | Arbitrage : Desse Brown Cameron |
|                  | |                                                         | | Arbitrage : Desse Brown Cameron |
|                  | |                                                         | | Arbitrage : Desse Brown Cameron |

| 24 février 1910 | Cobalt | 11-7 (4-4, 7-3) | Les Canadiens |  |

| Feuille de match | Feuille de match | Feuille de match                                                           | Feuille de match                                                                                                  | Feuille de match                    |
| ---------------- | --- | -------------------------------------------------------------------------- | --- | ----------------------------------- |
|                  | Smith — 4 min Smith — 8 min - Vair — 15 min 20 s Vair — 21 min 20 s - Vair — 31 min Vair — 31 min 50 s Vair — 33 min 50 s - McNamara — 41 min 30 s McNamara — 49 min 30 s Smith — 50 min Smith — 51 min - | 1-0 2-0 2-1 2-2 3-2 4-2 4-3 4-4 5-4 6-4 7-4 7-5 7-6 8-6 9-6 10-6 11-6 11-7 | - Bernier — 12 min Bernier — 15 min - Décarie Poulin - Poulin — 35 min 20 s Poulin — 38 min 30 s - Pitre — 56 min | Arbitrage : Art Ross Albert Gingras |
| Jones            | Gardiens | Groulx                                                                     | | Arbitrage : Art Ross Albert Gingras |
| 26 min           | Pénalités | 17 min                                                                     | | Arbitrage : Art Ross Albert Gingras |
|                  | |                                                                            | | Arbitrage : Art Ross Albert Gingras |

| 26 février | Haileybury | 15-3 (3-3, 12-0) | Les Canadiens | 1 000 spectateurs |

| Feuille de match | Feuille de match                                                               | Feuille de match                                                              | Feuille de match               | Feuille de match                        |
| ---------------- | ------------------------------------------------------------------------------ | ----------------------------------------------------------------------------- | ------------------------------ | --------------------------------------- |
|                  | Currie Currie - Currie - Currie Gaul Bawlf Currie Bawlf Gaul Bawlf Currie Gaul | 1-0 2-0 2-1 2-2 3-2 3-3 4-3 5-3 6-3 7-3 8-3 9-3 10-3 11-3 12-3 13-3 14-3 15-3 | - Décarie Séguin - Bernier - - | Arbitrage : Con. Corbeau Harry Burgoine |
| Nicholson        | Gardiens                                                                       | Groulx                                                                        |                                | Arbitrage : Con. Corbeau Harry Burgoine |
| 25 min           | Pénalités                                                                      | 26 min                                                                        |                                | Arbitrage : Con. Corbeau Harry Burgoine |
|                  |                                                                                |                                                                               |                                | Arbitrage : Con. Corbeau Harry Burgoine |

| 5 mars 1910 | Les Canadiens | 4-6 (3-3, 1-3) | Cobalt |  |

| Feuille de match | Feuille de match                                                            | Feuille de match                        | Feuille de match | Feuille de match                   |
| ---------------- | --------------------------------------------------------------------------- | --------------------------------------- | --- | ---------------------------------- |
|                  | Poulin — 10 min Leduc — 17 min - Leduc — 21 min 30 s - Poulin — 50 min 15 s | 1-0 2-0 2-1 3-1 3-2 3-3 3-4 3-5 4-5 4-6 | - Clarke — 21 min - Vair — 22 min 15 s Vair — 28 min 15 s Smith — 41 min 15 s Smith — 49 min 15 s - Clarke — 54 min 15 s | Arbitrage : Desse Brown J. Brennan |
| Groulx           | Gardiens                                                                    | Jones                                   | | Arbitrage : Desse Brown J. Brennan |
|                  |                                                                             |                                         | | Arbitrage : Desse Brown J. Brennan |
|                  |                                                                             |                                         | | Arbitrage : Desse Brown J. Brennan |

| 9 mars 1910 | Wanderers | 11-6 (4-2, 7-4) | Les Canadiens | Aréna Jubilée 500 spectateurs |

| Feuille de match | Feuille de match | Feuille de match                                                      | Feuille de match | Feuille de match                    |
| ---------------- | --- | --------------------------------------------------------------------- | --- | ----------------------------------- |
|                  | - Russell — 5 min 30 s Hyland — 8 min 30 s Hyland — 14 min 30 s Johnson — 17 min 30 s - Russell — 27 min 5 s Marshall — 29 min 5 s Hyland — 30 min 5 s - Marshall — 34 min 5 s Glass — 39 min 5 s - Hyland — 44 min 35 s Russell — 45 min 5 s | 0-1 1-1 2-1 3-1 4-1 4-2 4-3 5-3 6-3 7-3 7-4 7-5 8-5 9-5 9-6 10-6 11-6 | Pitre — 2 min 30 s - Bernier — 19 min 30 s Poulin — 24 min 30 s - Décarie — 32 min 5 s Laviolette — 33 min 5 s - Bernier — 44 min 5 s | Arbitrage : Chief Jones Herb Clarke |
| Hern             | Gardiens | Cattarinich                                                           | | Arbitrage : Chief Jones Herb Clarke |
| 15 min           | Pénalités | 0 min                                                                 | | Arbitrage : Chief Jones Herb Clarke |
|                  | |                                                                       | | Arbitrage : Chief Jones Herb Clarke |

| 11 mars 1910 | Les Canadiens | 5-4 (pr) | Shamrocks |  |

| Feuille de match,                                       | Feuille de match,          | Feuille de match, | Feuille de match, | Feuille de match, |
| ------------------------------------------------------- | -------------------------- | ----------------- | ----------------- | ----------------- |
|                                                         | Pitre (but de la victoire) |                   |                   |                   |
| Larochelle (expulsé pendant la prolongation) Laviolette | Gardiens                   |                   |                   |                   |
|                                                         |                            |                   |                   |                   |
|                                                         |                            |                   |                   |                   |